# Antun Vrančić
Antun Vrančić (auch Anton Wranczy, lat. Antonius Verantius, ungar. Antal Verancsics) (* 29. Mai 1504 in Šibenik, Dalmatien; † 15. Juni 1573 in Eperjes, Komitat Sáros, Oberungarn) war ein kroatischer römisch-katholischer Priester und Erzbischof von Gran. Er betätigte sich auch als Wissenschaftler und Diplomat.

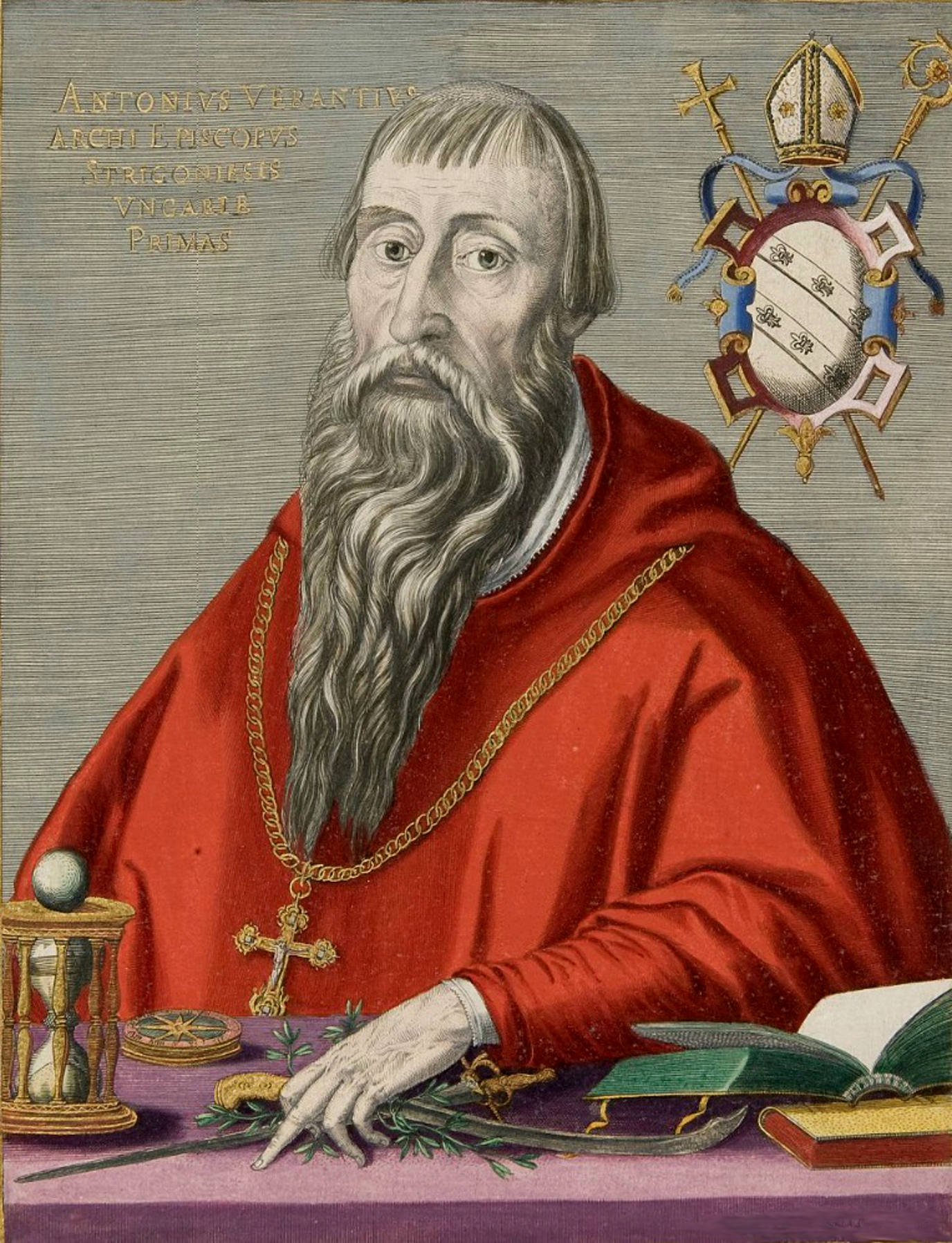
Erzbischof Antun Vrančić im Legatenpurpur als Primas von Ungarn (Porträt von Martin Rota Kolunić (vor 1573))

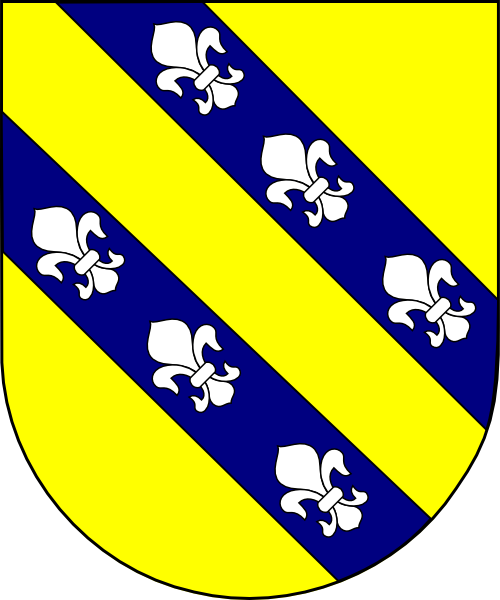
Wappen Antun Vrančić

## Leben
Vrančić wurde im Jahre 1504 in Šibenik geboren und entstammte einer kroatischen Adelsfamilie. Um seine Ausbildung kümmerte sich unter anderem sein Onkel, der kroatische Ban und Bischof von Veszprém Petar Berislavić. Vrančić selbst kümmerte sich ebenfalls um seinen Neffen, den späteren Bischof Faust Vrančić.
Die Studienzeiten verbrachte Antun Vrančić in Padua, Wien und Krakau. Mit 26 Jahren wurde Vrančić zunächst Sekretär des siebenbürgischen Fürsten Johann Zápolya. Seine diplomatische Laufbahn begann nach dem Tod Zápolya's am Habsburger Hof. Für Ferdinand I. und Maximilian II. vertrat Vrančić Habsburg am Heiligen Stuhl, an der Hohen Pforte, in Frankreich, Polen, in der Republik Venedig, zudem in England und Italien. 1530 wurde er Dompropst von Buda.
Während seines vierjährigen Aufenthalts im Osmanischen Reich machte Vrančić, gemeinsam mit dem Diplomaten Ogier Ghislain de Busbecq, die archäologische Entdeckung des augustinischen Rechenschaftsberichts „Res gestae divi Augusti“. Am 3. August 1554 wurde Vrančić zum Bischof von Pécs ernannt, am 17. Juli 1557 erfolgte die Ernennung zum Bischof von Eger.
Die Bischofsweihe spendete ihm am 21. September 1561 der Erzbischof von Esztergom, Nicolas Olah. Einer seiner größten diplomatischen Erfolge war der Friedensvertrag von Adrianopel, der im Jahre 1568 geschlossen wurde. Der Kaiser Maximilian II. sendete den neu ernannten Sultan Selim II. einen Glückwunschbrief inklusive einer Gesandtschaft unter der Führung von Antun Vrančić. Für diesen Verdienst ernannte man ihn am 15. Oktober 1569 zum Erzbischof von Gran und Primas von Ungarn. Auf seinen vielen diplomatischen Reisen kam Vrančić mit Philipp Melanchthon, Erasmus von Rotterdam und Paolo Giovio in Kontakt. Am 25. September 1572 krönte er – in seiner Eigenschaft als Primas von Ungarn und Erzbischof von Gran – im Preßburger St. Martinsdom Rudolf II. zum Apostolischen König von Ungarn.
Am 5. Juni des Jahres 1573 erhob ihn Papst Gregor XIII. zum Kardinal. Die Nachricht aus Rom erreichte Vrančić nicht mehr, er verstarb am 15. Juni 1573 in Eperjes (slow. Prešov). Seine Ruhestätte befindet sich, auf eigenen Wunsch, in der Kirche Sankt Nikolaus zu Tyrnau (slow. Trnava).